# لورنا داسیلوا لیته (بازیکن فوتبال)
لورنا داسیلوا لیته (پرتغالی: Lorena؛ زادهٔ ۶ مهٔ ۱۹۹۷) که به عنوان لورنا نیز شناخته می‌شود، بازیکن فوتبال زن اهل برزیل است.
از باشگاه‌هایی که در آن بازی کرده است می‌توان به باشگاه ورزشی اسپورت رسیفی اشاره کرد.
وی همچنین در تیم ملی فوتبال زنان برزیل بازی کرده است.